# Estádio Municipal Cícero Miranda
O Estádio Municipal Cícero Miranda é um estádio de futebol localizado no bairro de Vila Galvão, no município de Guarulhos-SP. De propriedade da Prefeitura Municipal de Guarulhos, esta praça esportiva possui atualmente a capacidade de 3.000 pessoas.